# Póvoa de São Miguel
Pour les articles homonymes, voir Póvoa et São Miguel.
Póvoa de São Miguel est une paroisse civile portugaise (en portugais : freguesia) de la municipalité de Moura dans le district de Beja.

## Géographie
Póvoa de São Miguel est située au nord de Moura.
La paroisse est bordée à l'ouest et au nord par le lac du barrage d'Alqueva, sur le fleuve Guadiana.

## Démographie
Lors du recensement de 2021, Póvoa de São Miguel compte 761 habitants. C'est alors la paroisse la moins peuplée de la municipalité de Moura.